# The Blessing
"The Blessing" é uma canção interpretada por Kari Jobe, Cody Carnes e Elevation Worship, lançada como o primeiro single do décimo segundo álbum ao vivo do Elevation Worship, Graves into Gardens (2020), bem como do terceiro álbum ao vivo de Kari Jobe, The Blessing (2020), em 20 de março de 2020. A canção foi escrita por Chris Brown, Cody Carnes, Kari Jobe e Steven Furtick . Chris Brown cuidou da produção do single.
"The Blessing" foi um sucesso comercial após seu lançamento, tendo estreado em terceiro lugar na parada US Hot Christian Songs . Alcançou a posição número 2 na parada Hot Christian Songs e a posição número 15 na Bubbling Under Hot 100 . Foi certificado como ouro pela Recording Industry Association of America (RIAA). "The Blessing" ganhou o Prêmio GMA Dove de Canção Gravada de Adoração do Ano no GMA Dove Awards de 2020, e o Prêmio GMA Dove de Canção do Ano no GMA Dove Awards de 2021 . Também recebeu uma indicação ao Grammy de Melhor Performance/Canção de Música Cristã Contemporânea no Grammy Awards de 2021 . Foi posteriormente gravada em dezenas de versões cover por vários artistas, produzidas em vários idiomas e em diferentes partes do mundo.

## Lançamento
Inicialmente, "The Blessing" foi lançado como videoclipe no canal YouTube da Elevation Worship no início de março de 2020, com Kari Jobe e Cody Carnes liderando a música em um culto de adoração no campus Ballantyne da Elevation Church em 1º de março. Jobe, Carnes escreveu a música junto com Steven Furtick e Chris Brown em uma sessão de composição no Quinta-feira, 27 de fevereiro de 2020, no Elevation, antes de liderá-lo no culto de domingo do Elevation em 1º de março de 2020. A música se tornou popular no YouTube, levando ao lançamento do gravação de áudio ao vivo em 20 de março de 2020, para outras plataformas. O videoclipe da música obteve mais de 3 milhões de visualizações no YouTube no momento de seu lançamento. "The Blessing" foi transmitido para estações rádios cristãs em 1º de maio de 2020.

## Composição
"The Blessing" é composta na tonalidade de B com um andamento de 70 batidas por minuto e um compasso musical de . O alcance vocal de Carnes e Jobe abrange de F♯3 a E5. As letras são em grande parte tiradas da Bênção Sacerdotal encontrada no Livro dos Números dentro do Antigo Testamento da Bíblia.

## Desempenho comercial
Na parada Hot Christian Songs datada de 4 de abril de 2020, a música estreou em 3º lugar, ao mesmo tempo que alcançou a 4ª posição na parada de Digital Song Sales dos EUA. Estreia Billboard".
A música vendeu 12.000 downloads e obteve 1,3 milhão de streams em sua primeira semana, tornando-se assim o álbum de Kari Jobe. e o quarto top dez de Elevation Worship no Hot Christian Songs e o primeiro top ten de Cody Carne na parada, bem como a estreia mais alta de todos os três artistas. A música também é a música baseada na fé com maior sucesso na parada de vendas de músicas digitais em quatro anos, desde que a versão de "Great Is Thy Faithfulness" de Jordan Smith atingiu o pico de No. 3 em dezembro de 2015.

## Prêmios e indicações
| Ano  | Organização            | Prêmio                                                   | Resultado | Ref    |
| ---- | ---------------------- | -------------------------------------------------------- | --------- | ------ |
| 2020 | Dove Awards            | Música de Adoração Gravada do Ano                        | Venceu    | [ 16 ] |
| 2021 | Grammy Awards          | Melhor Performance/Canção de Música Cristã Contemporânea | Indicado  | [ 17 ] |
| 2021 | Billboard Music Awards | Melhor Canção Cristã                                     | Indicado  | [ 18 ] |
| 2021 | Dove Awards            | Música do Ano                                            | Venceu    | [ 19 ] |

## Gráficos

### Gráficos semanais
| Chart (2020)                                    | Peak position |
| ----------------------------------------------- | ------------- |
| Canada Hot Canadian Digital Songs (Billboard)   | 27            |
| Estados Unidos (Bubbling Under Hot 100 Singles) | 15            |
| Estados Unidos (Billboard Christian Songs)      | 2             |
| Estados Unidos (Billboard Christian Airplay)    | 7             |
| US Christian AC (Billboard)                     | 5             |
| Estados Unidos (Billboard Digital Song Sales)   | 4             |

### Gráficos de fim de ano
| Chart (2020)                     | Position |
| -------------------------------- | -------- |
| US Christian Songs (Billboard)   | 3        |
| US Christian Airplay (Billboard) | 25       |
| US Christian AC (Billboard)      | 18       |
| Chart (2021)                     | Position |
| US Christian Songs (Billboard)   | 84       |

## Versões em Português
- 2020: "A Bênção" - Gabriel Guedes e Nívea Soares
- 2020: "A Bênção" - André Aquino e Ana Paula Valadão
- 2020: "A Bênção (Drive In)" - Gabriel Guedes e Julia Vitória
- 2020: "A Bênção (The Blessing)" - Aline Barros e Lukas Agustinho
- 2022: "A Bênção (cover)" - Pedro Henrique e Manu Paiva
- 2022: "A Bênção [Amazon Original] (Ao Vivo) - Aline Barros"
- 2023: "A Bênção (Infantil)" - Gabriel Guedes
- 2024: "A Bênção" - Gabriela Rocha